# Gniewkowo (gromada)
Gniewkowo – dawna gromada, czyli najmniejsza jednostka podziału terytorialnego Polskiej Rzeczypospolitej Ludowej w latach 1954–1972.
Gromady, z gromadzkimi radami narodowymi (GRN) jako organami władzy najniższego stopnia na wsi, funkcjonowały od reformy reorganizującej administrację wiejską przeprowadzonej jesienią 1954 do momentu ich zniesienia z dniem 1 stycznia 1973, tym samym wypierając organizację gminną w latach 1954–1972.
Gromadę Gniewkowo z siedzibą GRN w mieście Gniewkowie (nie wchodzącym w jej skład) utworzono – jako jedną z 8759 gromad na obszarze Polski – w powiecie inowrocławskim w woj. bydgoskim, na mocy uchwały nr 24/7 WRN w Bydgoszczy z dnia 5 października 1954. W skład jednostki weszły obszary dotychczasowych gromad Wierzchosławice, Wierzchosławice Cukrownia, Wielowieś, Chrząstowo (bez miejscowości Wójtostwo), Dąblin, Lipie, Ostrowo i Gniewkowo Nadleśnictwo ze zniesionej gminy Gniewkowo oraz obszar dotychczasowej gromady Godzięba ze zniesionej gminy Rojewo w tymże powiecie. Dla gromady ustalono 25 członków gromadzkiej rady narodowej.
1 stycznia 1958 do gromady Gniewkowo włączono wsie Kępa Kujawska i Kaczkowo ze zniesionej gromady Płonkowo, wsie Buczkowo, Perkowo, Zajezierze i Suchatówka ze zniesionej gromady Suchatówka oraz wsie Wierzbiczany, Truszczyzna, Lipionka i Gąski ze zniesionej gromady Gąski w tymże powiecie.
1 stycznia 1969 do gromady Gniewkowo włączono grunty rolne o powierzchni ogólnej 302,00 ha z miasta Gniewkowa w tymże powiecie.
1 stycznia 1972 do gromady Gniewkowo włączono sołectwa Skalmierowice, Szadłowice i Latkowo ze zniesionej gromady Szadłowice w tymże powiecie, po czym gromadę Gniewkowo połączono z gromadą Murzynno, tworząc z ich obszarów gromadę Gniewkowo z siedzibą Gromadzkiej Rady Narodowej w Gniewkowie w tymże powiecie (de facto gromadę Murzynno zniesiono, włączając jej obszar do gromady Gniewkowo).
Gromada przetrwała do końca 1972 roku, czyli do kolejnej reformy gminnej. 1 stycznia 1973 w powiecie inowrocławskim reaktywowano gminę Gniewkowo.